# اسنیدکی (دهانه)
اسنیدکی یک دهانه برخوردی در ماه‌ است.

## دهانه‌های اقماری
این دهانه ۴ دهانه اقماری دارد.
| Sniadecki | عرض جغرافیایی | طول جغرافیایی | قطر          |
| --------- | ------------- | ------------- | ------------ |
| Q         | ۲۳.۰° S       | ۱۷۰.۱° W      | ۷۷.۰ کیلومتر |
| Y         | ۲۱.۱° S       | ۱۶۹.۳° W      | ۳۵.۰ کیلومتر |
| J         | ۲۴.۷° S       | ۱۶۶.۹° W      | ۲۷.۰ کیلومتر |
| F         | ۲۲.۴° S       | ۱۶۶.۹° W      | ۱۲.۰ کیلومتر |